# Стерџен-Ноблстаун (Пенсилванија)
Стерџен-Ноблстаун (енгл. Sturgeon-Noblestown) град је у америчкој савезној држави Пенсилванија.

## Демографија
По попису из 2000. године број становника је 1.764.
| Група             | 2000.         | 2010.    |
| Белци             | 1.700 (96,4%) | 0 (0,0%) |
| Афроамериканци    | 40 (2,3%)     | 0 (0,0%) |
| Азијати           | 1 (0,1%)      | 0 (0,0%) |
| Хиспаноамериканци | 8 (0,5%)      | 0 (0,0%) |
| Укупно            | 1.764         | 0        |